# Millerton (Nueva York)
Millerton es una villa ubicada en el condado de Dutchess en el estado estadounidense de Nueva York. En el año 2000 tenía una población de 925 habitantes y una densidad poblacional de 567.7 personas por km².

## Geografía
Millerton se encuentra ubicada en las coordenadas 41°57′14″N 73°30′28″O / 41.95389, -73.50778. Según la Oficina del Censo, la ciudad tiene un área total de 1,6 km² (0,6 mi²), de la cual 1,6 km² (0,6 mi²) es tierra y 0 km² (0 mi²) (2.60%) es agua.

## Demografía
Según la Oficina del Censo en 2000 los ingresos medios por hogar en la localidad eran de $36,176, y los ingresos medios por familia eran $46,458. Los hombres tenían unos ingresos medios de $27,279 frente a los $29,500 para las mujeres. La renta per cápita para la localidad era de $17,220. Alrededor del 7.7% de la población estaban por debajo del umbral de pobreza.